# Мокруха войлочная
Мокру́ха во́йлочная (лат. Chroogómphus tomentósus) — вид грибов, входящий в род хроогомфус (Chroogomphus) семейства мокруховые (Gomphidiaceae).

## Описание
Шляпка 3—7(10) см в диаметре, выпуклая, затем уплощённая и иногда вдавленная, с тупым бугорком, край опушённый, подвёрнутый. Поверхность сухая, волокнистая, в сырую погоду немного клейкая, желтовато-коричневых и охристых оттенков.
Пластинки редкие, нисходящие на ножку, у молодых грибов цвета шляпки, затем становятся грязно-бурыми.
Ножка 5—19 см длиной и до 2,5 см в поперечнике, цилиндрическая, волокнистая, у молодых грибов с паутинистым кольцом.
Мякоть охристого цвета, при подсыхании приобретающая винно-розоватый оттенок.
Споровый порошок грязно-бурого цвета. Споры 18—20,5×8,5—10,5 мкм, эллиптические. Базидии булавовидные, 38—46×10,5—12,5 мкм. Цистиды цилиндрические, булавовидные или веретеновидные.
Хороший съедобный гриб.

## Сходные виды
- Chroogomphus sibiricus (Singer) O.K.Mill., 1964 — Мокруха сибирская — очень близкий вид, отличается более узкими спорами, наличием сероватого оттенка в цвете шляпок, отсутствием пряжек на гифах, наличием вздутых конечных клеток гиф кутикулы шляпки.

## Экология
Образует микоризу с хвойными деревьями, в частности с пихтой чёрной. Распространена на Дальнем Востоке и в Северной Америке.

## Таксономия

### Синонимы
- Gomphidius tomentosus Murrill, 1912basionym